# Linia kolejowa Kubinka – Wiaźma
Linia kolejowa Kubinka – Wiaźma – linia kolejowa w Rosji łącząca stację Kubinka I ze stacją Wiaźma. Jest to fragment linii Moskwa - Mińsk - Brześć i część II Paneuropejskiego Korytarza Transportowego Zachód – Wschód (E 20) łączącego Berlin z Moskwą.
Odcinek Kubinka I – Możajsk zarządzany jest przez region moskiewsko-smoleński, natomiast fragment Borodino – Wiaźma przez region smoleński. Oba te regiony są częścią Kolei Moskiewskiej, wchodzącej w skład Kolei Rosyjskich. 
Linia położona jest w obwodach moskiewskim i smoleńskim. Na całej długości jest zelektryfikowana i dwutorowa.

## Historia
Linia powstała w 1871 jako część Kolei Moskiewsko-Brzeskiej. Początkowo leżała w Imperium Rosyjskim, następnie w Związku Sowieckim. Od 1991 położona jest w Rosji.